# Mamadou Bhoye Barry
Pour les articles homonymes, voir Barry.
Mamadou Bhoye Barry est un enseignants et personnalité politique guinéen.
Il est le président de l'Union pour le progrès national (UNP) aux élections présidentielles de 2003 en Guinée.

## Biographie

### Parcours politique
Mamadou Bhoye Barry est le seul partie politique face a Lansana Conté, lors des élections présidentielles de décembre 2003. Le président sortant Lansana Conté est réelue dès le premier tour avec 95,6 % des voix contre 4 % pour Barry.